# Шорин, Игорь Юрьевич
Игорь Юрьевич Шорин (род. 12 апреля 1991, Кишинёв) — молдавский спортсмен, функционер

## Биография
С 10 лет занимался велоспортом, затем стал членом сборной Молдавии. Участник Кубков мира, чемпионата Европы по трековому велоспорту в Минске, гонки Пяти колец Москвы.
25 марта 2018 года был избран на пост президента федерации велоспорта Республики Молдова.
Соучредитель и президент общественной организации SportsLeader.
Генеральный директор компании Professional Marketing SRL.
Чемпион Молдавии по мотокроссу среди любителей.